# Adenosma malabaricum
Adenosma malabaricum là một loài thực vật có hoa trong họ Mã đề. Loài này được Hook.f. mô tả khoa học đầu tiên năm 1884.